# کلسیت

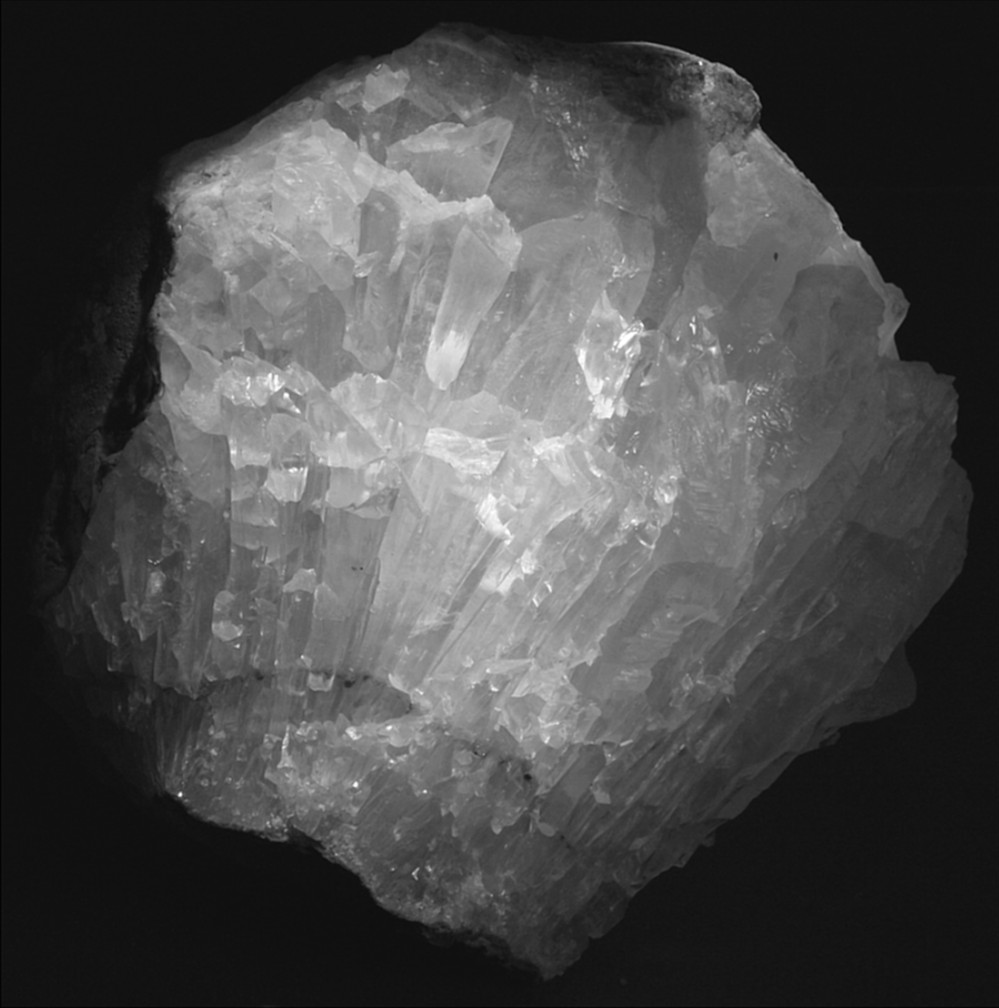
کلسیت

کلسیت یک کانی کربناته و پایدارترین کربنات کلسیم (CaCO۳)؛ چند ریخت است و دارای سطح شکست و رخ سه جهتی با زاویه غیر قائمه می‌باشد. کانی کلسیت به کانی هزارچهره معروف است و از کلسیم کربن و اکسیژن تشکیل شده و این کانی با اسید واکنش می‌دهد.
منشأ تشکیل کلسیت، پلاژیو کلاز کلسیم دار و برخی کانی‌های آهن و منیزیمدار است. 
کلسیت در دستگاه سه‌ضلعی (تری‌گونال)، رده اسکالنوئدریک متبلور می‌شود. دارای بلورهای درشت و مشخص یا به صورت توده‌های دانه‌ای می‌باشد. فرمهای رومبوئدر و اسکالنوئدر کلسیت فراوانتر است. دارای ماکلهای گوناگون و متنوع نیز می‌باشد.
کلسیت در بیشتر موارد بافت موزائیکی بی‌شکلی را دارد و در الیت‌ها و بعضی از سیمان‌های ته‌نشین شده ممکن است شکل شعاعی یا رشته‌ای داشته باشد. کلسیت در سنگهای آهکی هم به صورت اولیه و هم به صورت ثانویه وجود دارد.
کلسیت در دمای پایین‌تر از ۳۰ سانتیگراد به راحتی تشکیل شده و پایدارتر از دیگر گونه‌های کلسیم کربنات می‌باشد.
کلسیت در طبیعت به صورت سنگ آهک و سنگ مرمر یافت می‌شود.

## تشکیل
کلسیت کانی رسوبی است و از پوسته و اجساد موجودات طی هزاران سال تشکیل می‌شود. این کانی از رسوب و فشرده شدن اجساد پلانگتون، موجودات تک سلولی و مرجان‌ها در اثر عوامل محیطی مانند فشار، گرما و پی‌اچ ایجاد گردیده است.

## نگارخانه

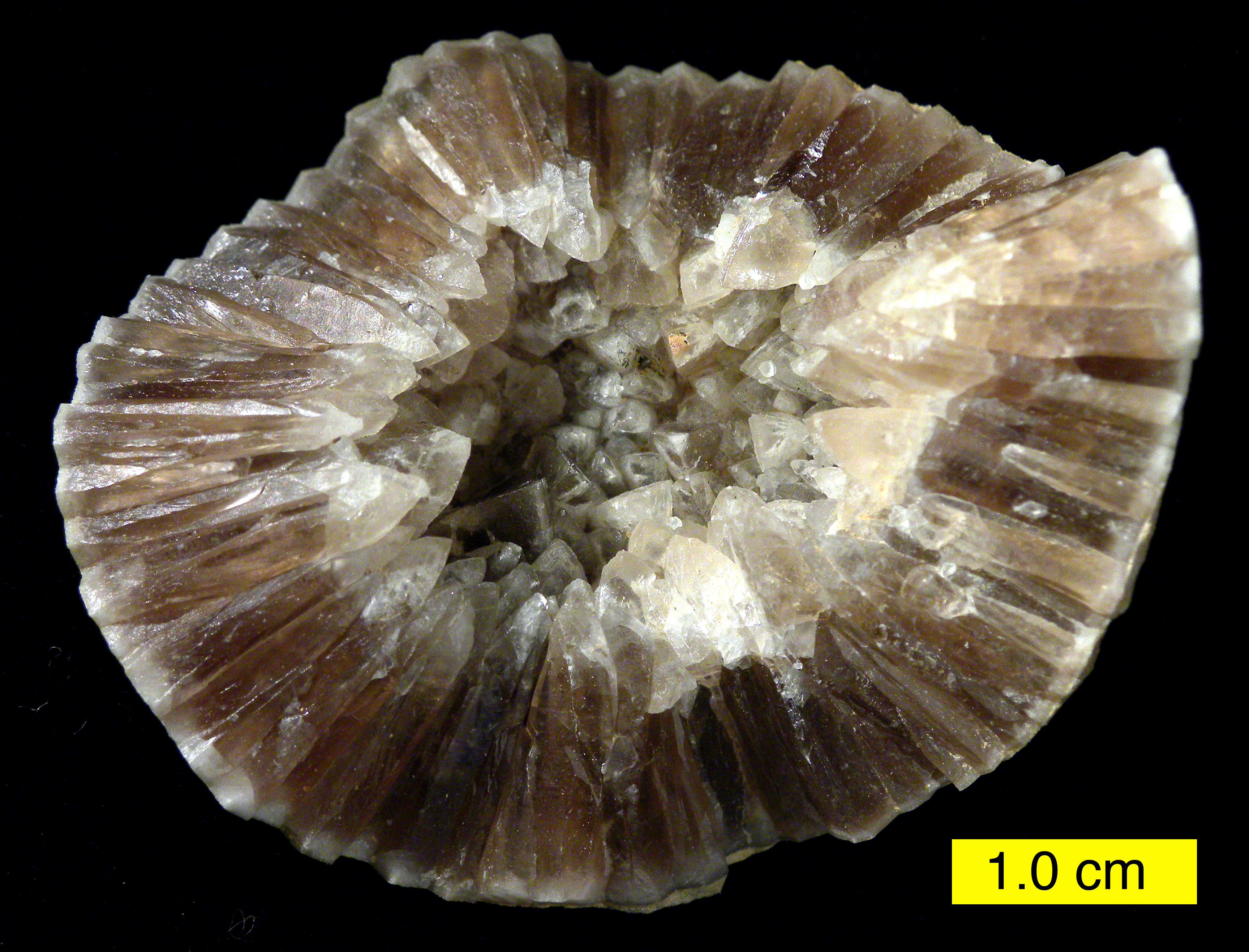
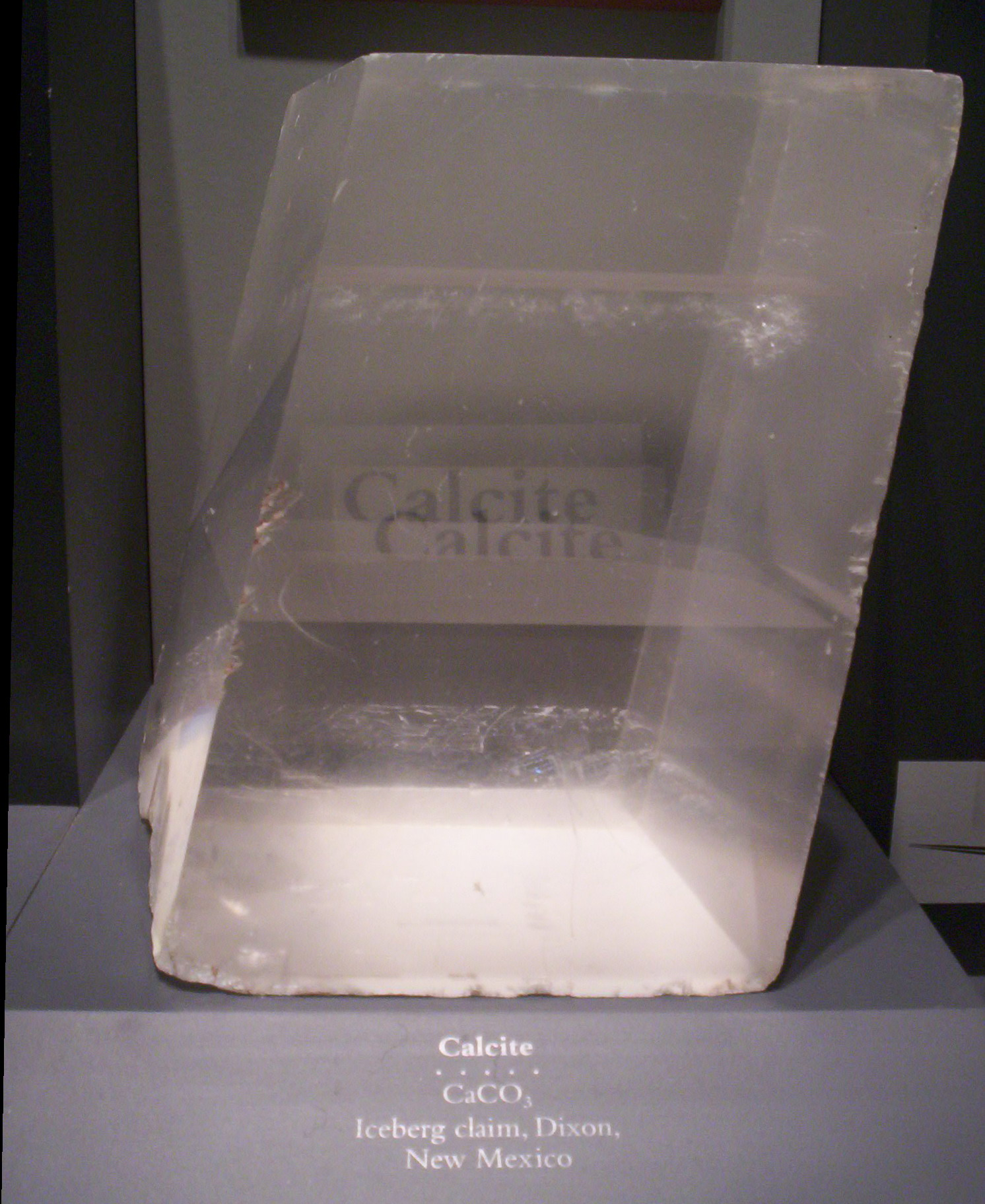
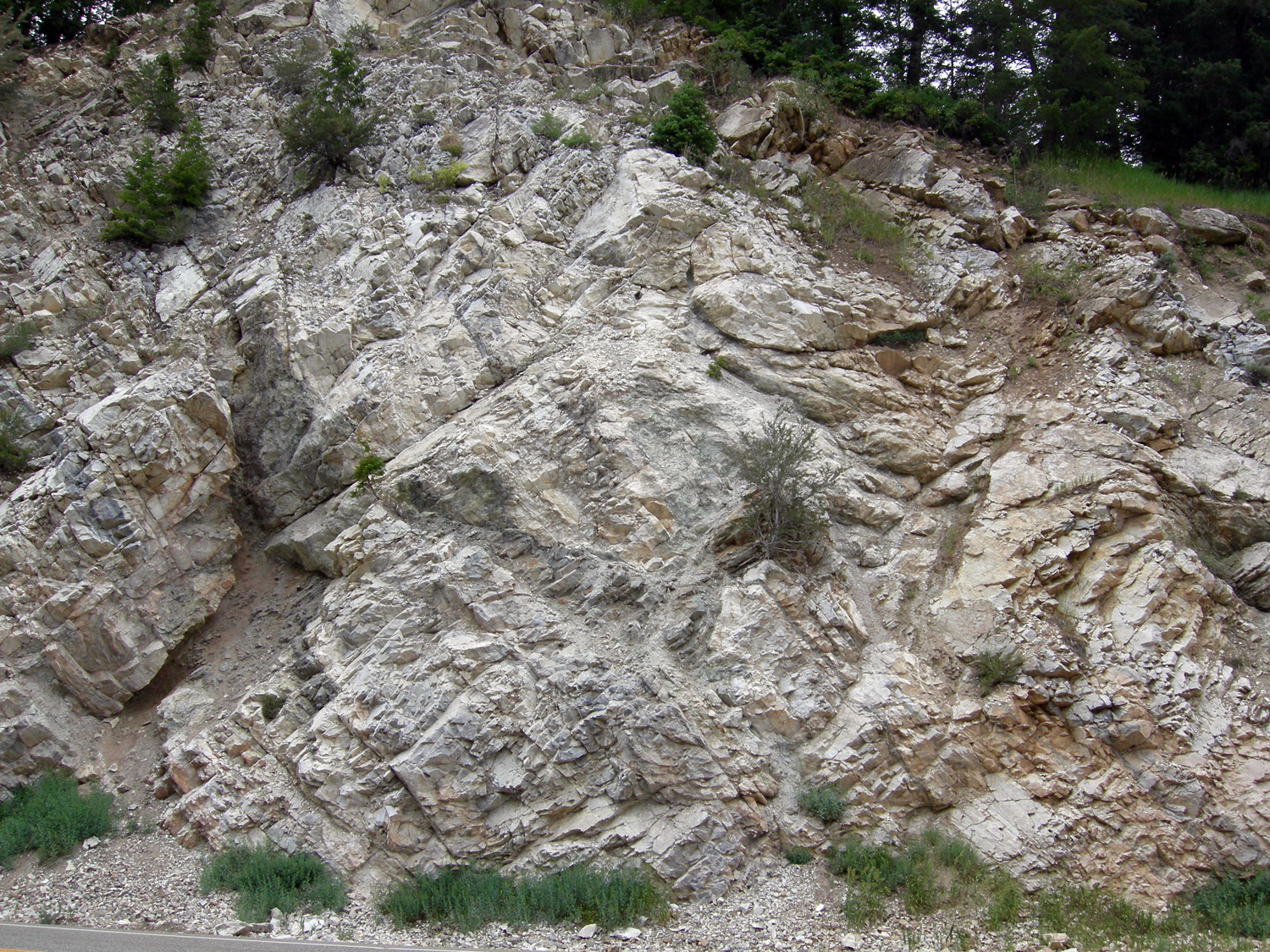
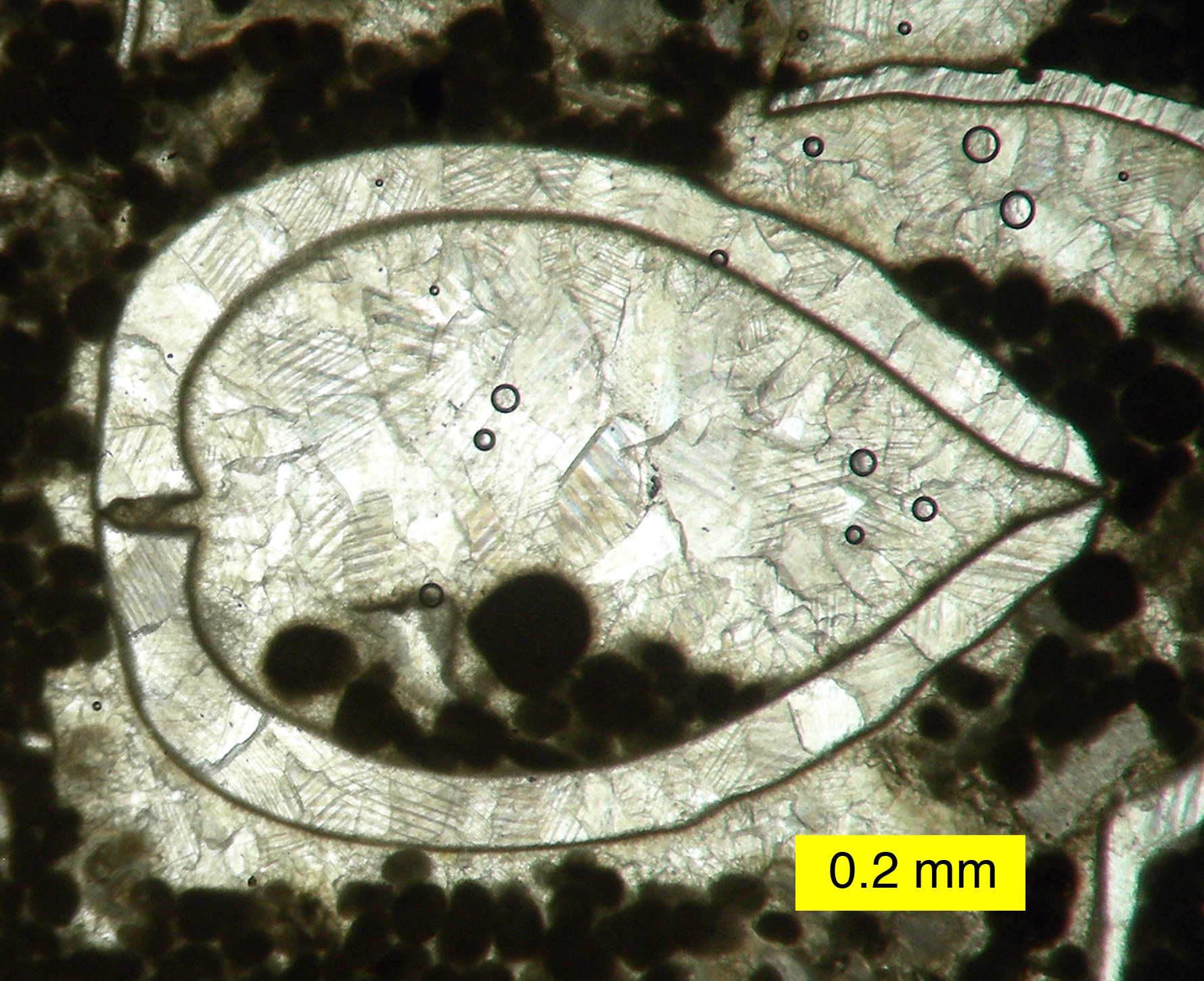
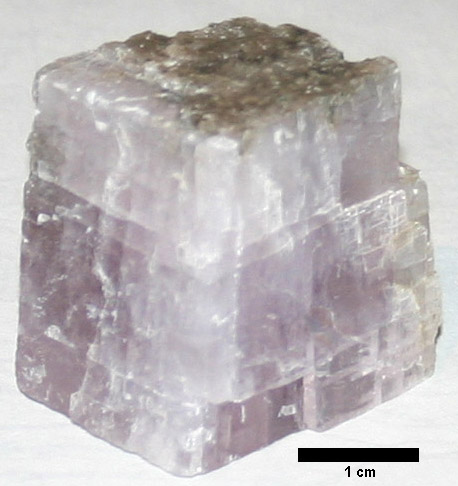
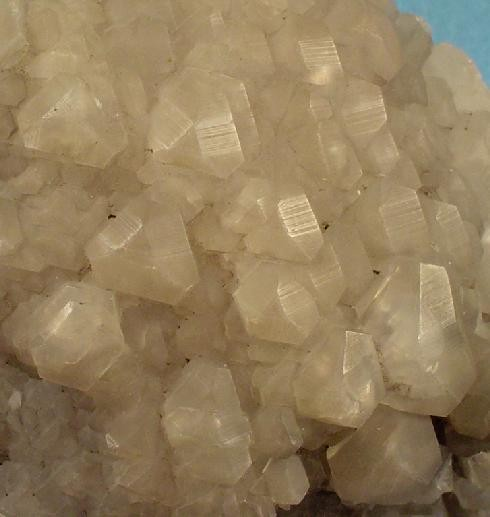
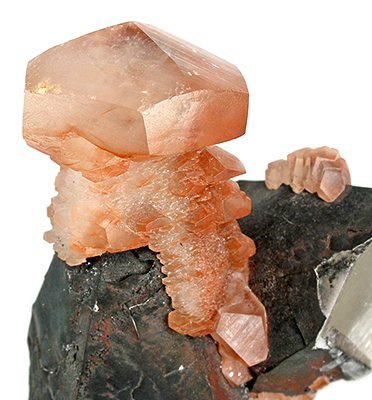
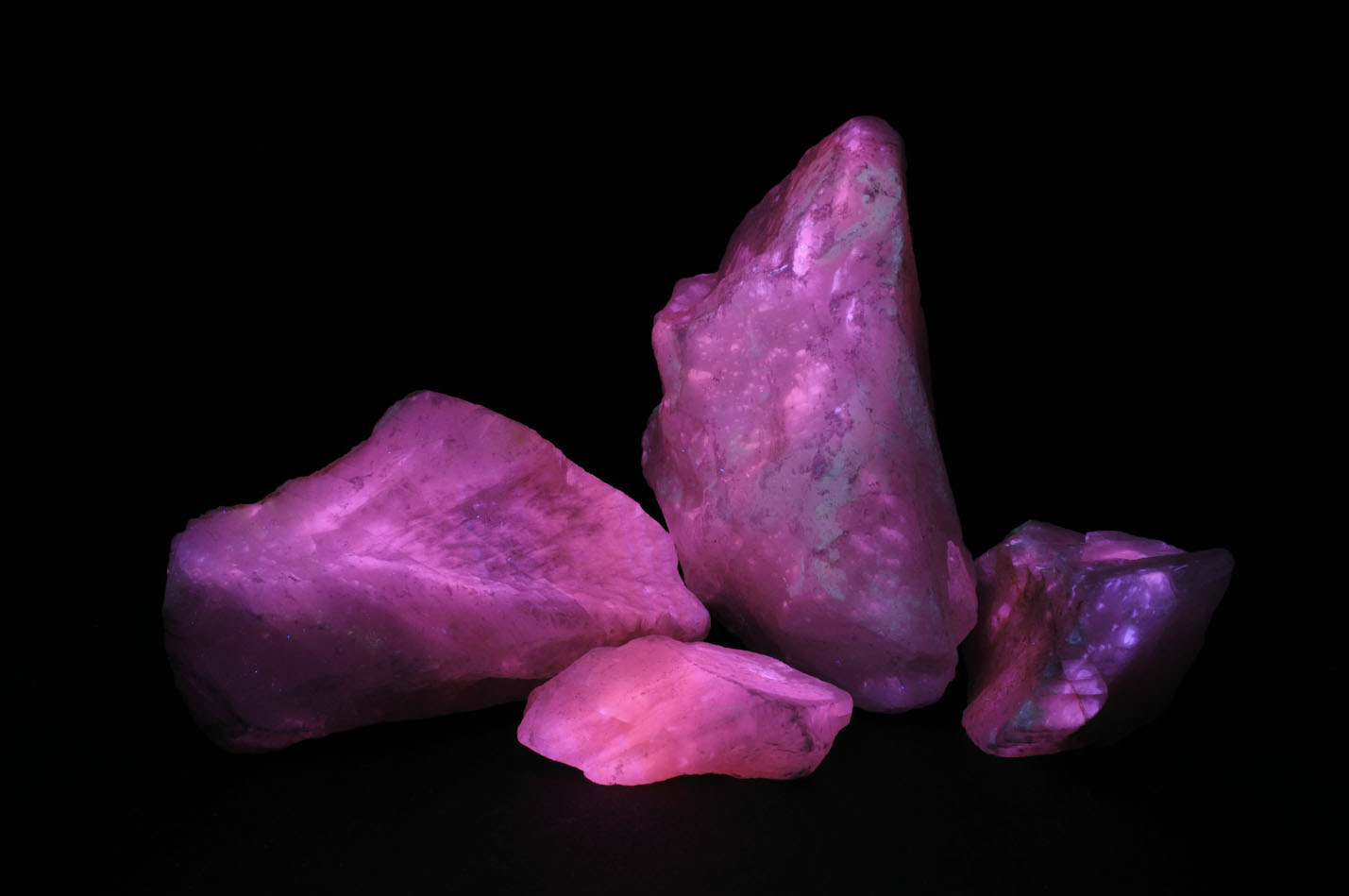
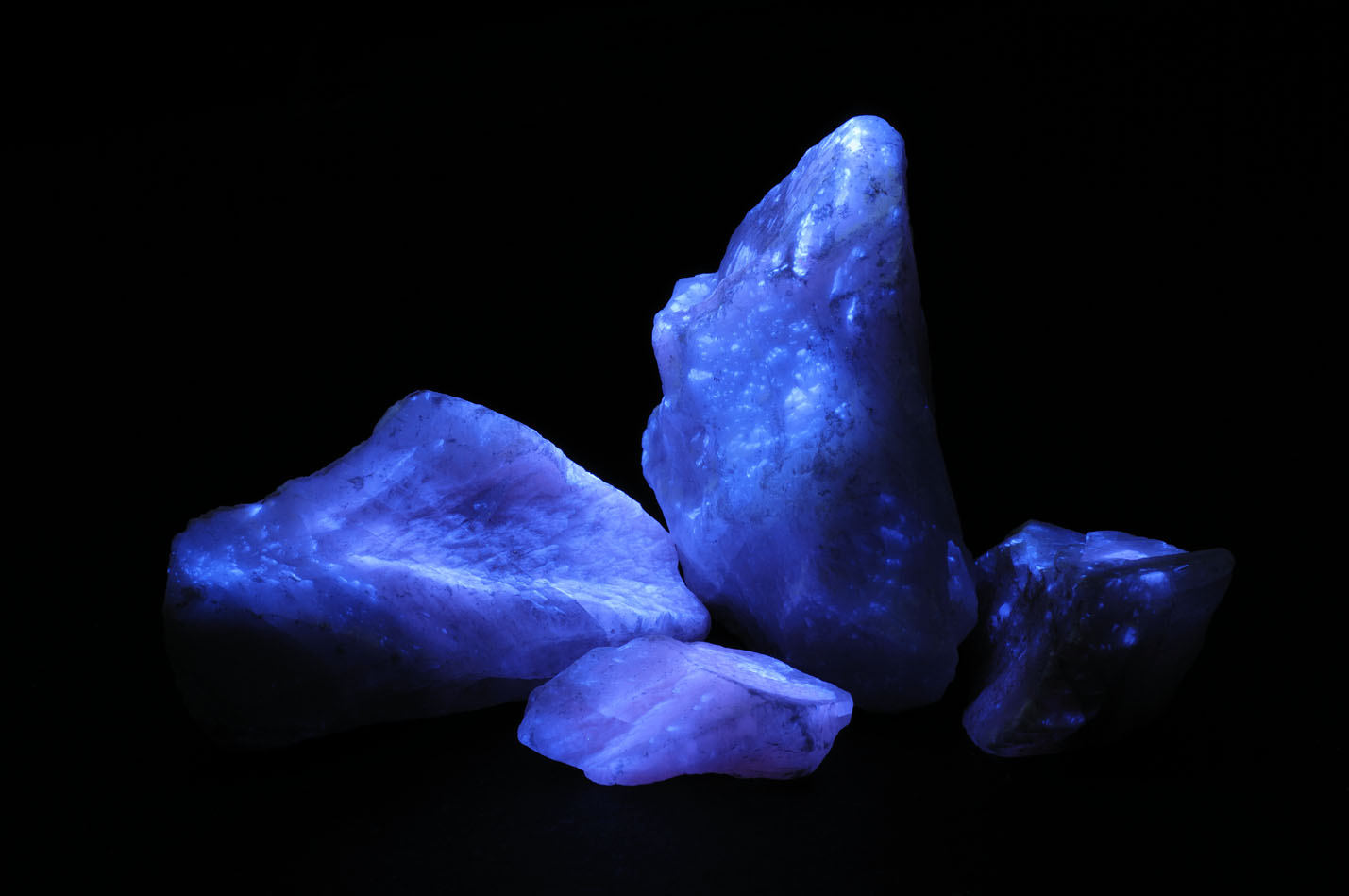